# 植林茂
植林 茂（うえばやし しげる、1958年-）は、日本の経済学者。埼玉大学大学院経済科学研究科博士後期課程修了、博士（経済学）。椙山女学園大学現代マネジメント学部教授。専門は金融論。

## 来歴
1958年に生まれる。1982年横浜国立大学経済学部卒業。日本銀行入行。1986年経済企画庁調整局出向。1996年東京共同銀行／整理回収銀行出向。1998年政策委員会室審議委員スタッフ。2002年考査局企画役（考査役）。2006年放送大学政策経営プログラム修了（修士・学術）。2010年日本銀行山形事務所長。2012年埼玉大学大学院経済科学研究科博士後期課程修了（博士・経済学）。現在、椙山女学園大学現代マネジメント学部教授、2022年から現代マネジメント学部長。専攻は金融論、プルーデンス政策の専門家。

## 経歴

### 職歴
- 2022年4月 - 現在 椙山女学園大学, 現代マネジメント学部, 学部長
- 2019年4月 - 現在 椙山女学園大学, 現代マネジメント学部, 教授
- 2016年4月 - 2019年3月椙山女学園大学, 現代マネジメント学部, 准教授
- 2014年4月 - 2016年3月埼玉大学大学院, 経済科学研究科, 客員教授
- 2013年6月 - 2016年3月日本銀行, 調査統計局, 調査主幹
- 2010年7月 - 2013年6月日本銀行, 山形事務所, 所長

### 学歴
- 2009年4月 - 2012年3月埼玉大学, 大学院, 経済科学研究科博士後期課程
- 2004年4月 - 2006年3月放送大学, 大学院, 文化科学研究科 政策経営プログラム
- 1978年4月 - 1982年3月横浜国立大学, 経済学部, 経済学科

### 委員歴
- 2022年4月 - 愛知県, 金融広報アドバイザー
- 2010年7月 - 2013年6月山形県、山形県金融広報委員会、その他, 山形県金融広報委員会副会長、山形県景気動向研究会委員、山形県つや姫大使、山形県防災会議委員、山形市三浦記念賞委員
- 2007年4月 - 2009年3月経済産業省, 高度金融人材育成協議会 日本銀行オブザーバー

### 受賞
- 2018年2月 平成29年度大銀協フォーラム研究支援・特別賞, 大阪銀行協会

### 所属学会
- 金融学会、景気循環学会

## 著作

### 主な著書
- 『日本金融の誤解と誤算―通説を疑い検証する―』共編著 勁草書房 2020年7月
- 『金融危機と政府・中央銀行』日本経済評論社 2012年11月
- 『為替レートと国際協調 ―目標相場圏とマクロ経済政策』 J・ウィリアムソン, M・H・ミラー著  (担当:共訳, 範囲:全体の1／4) 東洋経済新報社 1988年5月
- 『海外経済指標の読み方』 日本銀行国際統計研究会, 共著 担当範囲:7～107ページの米国関連部分 東洋経済新報社1986年

### 主な論文
- 「なぜ、どのように銀行は破綻したのか？：中部銀行についてのケーススタディ」社会とマネジメント (20) 1-54 2023年3月
- 「デフレ経済への挑戦 ―日本銀行審議委員中原伸之の 4 年間―」 景気とサイクル (74) 4-22 2022年11月
- 「コロナ禍における信用保証協会の冗長性についての一考察」『社会とマネジメント』19巻P.1～P.33 2022年
- 「COVID-19と信用保証 ―愛知県における貸出の影響についてのリーマンショック時との比較―」『社会とマネジメント』第18巻P.17～P.39 2021年
- 「中小地域金融機関の不動産関連リスク管理におけるフェール・セーフの活用」『椙山女学園大学研究論集』社会科学篇第51号P.56～P.67 2020年
- 「産業構造等の銀行貸出に与える影響についての地域的分析」（2019）社会経営研究編集委員会『社会経営研究』第7号、P.3～P.13 2019
- 「ベイルインに関する一考察」『社会とマネジメント』第16巻P.1～P.33 2019年
- 「本邦金融機関の貸出に関する地域的分析」『椙山女学園大学研究論集』第50号P.1～P.12 2019年
- 「銀行店舗寡占度の都道府県別貸出等への影響についての長期的分析」大阪銀行協会『大銀協フォーラム研究助成論文集』第23号2019年2月
- 「景気循環と銀行貸出の関係についての分析」景気循環学会『景気とサイクル』第66号 P.112～P.125 2018年
- 「いわゆる名古屋金利に関する一考察」『椙山女学園大学研究論集』第49号P.63～P.75 2018年など